# Solved
Solved is een Amerikaanse true-crime documentaire-serie, die uitgezonden wordt op de televisiezender Investigation Discovery. Elke aflevering, die ongeveer een uur duurt, wordt er een moord behandeld. De commentaarstem is van Kathleen Garret.

## Achtergrond
In elke aflevering volgt de serie een team van rechercheurs uit de Verenigde Staten. Deze rechercheurs hebben de taak een moord op te lossen en verschijnen regelmatig voor de camera. Ook de betrokkenen en getuigen worden geïnterviewd en de plaats van het delict wordt door middel van 3D-beelden zo goed mogelijk in beeld gebracht. De rechercheurs lossen de moord altijd op, vandaar de naam Solved.